# Nestor chathamensis
Nestor chathamensis je vyhynulý druh papouška z čeledi kakapovití (Strigopidae), který kdysi žil na Chathamských ostrovech cca 800 km východně od Nového Zélandu. První nalezení jedinci byli považováni za zástupce příbuzného druhu nestor kaka (Nestor meridionalis), ale podrobné zkoumání subfosilních pozůstatků ukázalo, že Nestor chathamensis představuje skutečně samostatný endemitní druh. Zdá se, že byl příbuznější nestoru kaka (Nestor meridionalis) a vyhynulému nestoru úzkozobému (Nestor productus) než nestoru keovi (Nestor notabilis). Tento druh vyhynul během prvních 150 let od příchodu Polynésanů okolo roku 1550, tedy zhruba tři století před evropským osídlením. Proto nejsou k dispozici žádné vzorky ani popisy.
Nestor chathamensis obýval lesy a byl přibližně stejně velký jako severní poddruh nestora kaka Nestor meridionalis septentrionalis. Měl však mnohem širší pánev, větší končetiny a zobák dosahoval velikosti mezi zobákem nestora kea a nestora kaka. Na ostrově neměl tento druh žádného přirozeného nepřítele (protože byl zřejmě větší než ostříž novozélandský) a podobně jako jiné ostrovní druhy byl pravděpodobně špatným letcem.